# Staphylotrichum
Staphylotrichum J. Mey. & Nicot – rodzaj grzybów z typu workowców (Ascomycota). Grzyby mikroskopijne.

## Morfologia
Należą tu gatunki tworzące tylko morfę bezpłciową (anamorfę) lub tworzące morfę bezpłciową i płciową (teleomorfę). Wśród gatunków tworzących tylko anamorfę wyróżnia się dwa typy. W typie pierwszym konidiofory powstają z interkalarialnej, grubościennej, pigmentowanej komórki stopy, są zwykle pigmentowane i grubościenne w dolnej części, zwężające się i zanikające w kierunku wierzchołka i rozgałęzione na wierzchołku. Komórki konidiotwórcze powstają na końcach górnych gałęzi konidioforów, są cylindryczne lub przypominające ząbki, monoblastyczne lub sympodialne poliblastyczne. W drugim typie brak konidioforów. Komórki konidiotwórcze powstają bezpośrednio ze strzępek, są cylindryczne lub przypominające ząbki, monoblastyczne, rzadko sympodialne, poliblastyczne. Konidia powstają pojedynczo, są jednokomórkowe, gładkie lub lekko brodawkowate, szkliste do jasnobrązowych, zwykle kuliste, prawie kuliste lub odwrotnie jajowate. U gatunków tworzących morfę płciową również wyróżnia się dwa typy owocników. Owocniki pierwszego typu mają wyraźną szyjkę i ostiolę, powstają na powierzchni lub pokryte są strzępkami powietrznymi, są wydłużone, gruszkowate, obustronnie maczugowate lub w dolnej części ampułkowate, na wierzchołku zwykle zwężone do cylindrycznej, nitkowatej szyjki, która składa się ze zrośniętych w nasadzie gładkich włosków szczytowych podobnych do szczeciny lub bicza. Tworzą one kanał, przez który kolumna askospor wyłania się z owocnika. Owocniki drugiego typu również mają ostiolę i powstają na powierzchni, ale nie mają szyjki, są jajowate do prawie kulistych, z włoskami szczytowymi spiralnie lub luźno zwiniętymi w górnych częściach. Worki maczugowate do wrzecionowatych, z ośmioma nieregularnie ułożonymi askosporami, zanikające. Askospory szeroko cytrynkowate do prawie kulistych, obustronnie zagęszczone, z wierzchołkową porą rostkową.

## Systematyka i nazewnictwo
Pozycja w klasyfikacji według Index Fungorum: Chaetomiaceae, Sordariales, Sordariomycetidae, Sordariomycetes, Pezizomycotina, Ascomycota, Fungi.
Takson utworzyli w 1957 r. J. Meyer i Jacqueline Nicot. Mykolodzy po dokonaniu wielogenowej analizy filogenetycznej rodziny Chaetomiaceae, połączonej z badaniami molekularnymi i morfologicznymi, stwierdzili, że jest ona wysoce polifiletyczna. Wiele jej gatunków zostało przeniesione do innych rodzajów, w tym do nowo utworzonych. Synonimy rodzaju Staphylotrichum:
- Botrydiella Badura 1963
- Farrowia D. Hawksw. 1975

W 2024 r. Index Fungorum wymienia 11 gatunków tego rodzaju i jeden wątpliwy. Gatunki występujące w Polsce:
- Staphylotrichum longicolle (Krzemien. & Badura) X. Wei Wang & Houbraken 2018[5]
- Staphylotrichum coccosporum J.A. Mey. & Nicot 1957

Nazwy naukowe według Index Fungorum. Wykaz gatunków według W. Mułenki i innych.